# Stockholm Open
Stockholm Open este un turneu de tenis din seria turneelor ATP, care se joacă pe Kungliga tennishallen din Stockholm, Suedia. Turneul este deținut de Royal Lawn Tennis Club din Stockholm, SALK (Stockholm Public Lawn Tennis Club) și Tennis Stockholm.
Primul Open de la Stockholm a avut loc în 1969 și a fost jucat în fiecare an de atunci, cu excepția anului 2020, când a fost anulat din cauza pandemiei de Covid-19. Turneul se joacă pe terenuri cu suprafață dură, în interior. În 1975, 1979 și 1980, a avut loc o competiție feminină de scurtă durată, care s-a jucat pe terenuri cu covor sintetic.
Jucat inițial în noiembrie, turneul a fost mutat în octombrie în 2001.

## Rezultate

### Masculin

#### Simplu
| An   | Campion                                | Finalist                               | Scor                                   |
| ---- | -------------------------------------- | -------------------------------------- | -------------------------------------- |
| 1969 | Nikola Pilić                           | Ilie Năstase                           | 6–4, 4–6, 6–2                          |
| 1970 | Stan Smith                             | Arthur Ashe                            | 5–7, 6–4, 6–4                          |
| 1971 | Arthur Ashe                            | Jan Kodeš                              | 6–1, 3–6, 6–2, 1–6, 6–4                |
| 1972 | Stan Smith (2)                         | Tom Okker                              | 6–4, 6–3                               |
| 1973 | Tom Gorman                             | Björn Borg                             | 6–3, 4–6, 7–6(7–5)                     |
| 1974 | Arthur Ashe (2)                        | Tom Okker                              | 6–2, 6–2                               |
| 1975 | Adriano Panatta                        | Jimmy Connors                          | 4–6, 6–3, 7–5                          |
| 1976 | Mark Cox                               | Manuel Orantes                         | 4–6, 7–5, 7–6                          |
| 1977 | Sandy Mayer                            | Raymond Moore                          | 6–2, 6–4                               |
| 1978 | John McEnroe                           | Tim Gullikson                          | 6–2, 6–2                               |
| 1979 | John McEnroe (2)                       | Gene Mayer                             | 6–7, 6–3, 6–3                          |
| 1980 | Björn Borg                             | John McEnroe                           | 6–3, 6–4                               |
| 1981 | Gene Mayer                             | Sandy Mayer                            | 6–4, 6–2                               |
| 1982 | Henri Leconte                          | Mats Wilander                          | 7–6(7–4), 6–3                          |
| 1983 | Mats Wilander                          | Tomáš Šmíd                             | 6–1, 7–5                               |
| 1984 | John McEnroe (3)                       | Mats Wilander                          | 6–2, 3–6, 6–2                          |
| 1985 | John McEnroe (4)                       | Anders Järryd                          | 6–1, 6–2                               |
| 1986 | Stefan Edberg                          | Mats Wilander                          | 6–2, 6–1, 6–1                          |
| 1987 | Stefan Edberg (2)                      | Jonas Svensson                         | 7–5, 6–2, 4–6, 6–4                     |
| 1988 | Boris Becker                           | Peter Lundgren                         | 6–4, 6–1, 6–1                          |
| 1989 | Ivan Lendl                             | Magnus Gustafsson                      | 7–5, 6–0, 6–3                          |
| 1990 | Boris Becker (2)                       | Stefan Edberg                          | 6–4, 6–0, 6–3                          |
| 1991 | Boris Becker (3)                       | Stefan Edberg                          | 3–6, 6–4, 1–6, 6–2, 6–2                |
| 1992 | Goran Ivanišević                       | Guy Forget                             | 7–6(7–2), 4–6, 7–6(7–5), 6–2           |
| 1993 | Michael Stich                          | Goran Ivanišević                       | 4–6, 7–6(8–6), 7–6(7–3), 6–2           |
| 1994 | Boris Becker (4)                       | Goran Ivanišević                       | 4–6, 6–4, 6–3, 7–6(7–4)                |
| 1995 | Thomas Enqvist                         | Arnaud Boetsch                         | 7–5, 6–4                               |
| 1996 | Thomas Enqvist (2)                     | Todd Martin                            | 7–5, 6–4, 7–6(7–0)                     |
| 1997 | Jonas Björkman                         | Jan Siemerink                          | 3–6, 7–6(7–2), 6–2, 6–4                |
| 1998 | Todd Martin                            | Thomas Johansson                       | 6–3, 6–4, 6–4                          |
| 1999 | Thomas Enqvist (3)                     | Magnus Gustafsson                      | 6–3, 6–4, 6–2                          |
| 2000 | Thomas Johansson                       | Yevgeny Kafelnikov                     | 6–2, 6–4, 6–4                          |
| 2001 | Sjeng Schalken                         | Jarkko Nieminen                        | 3–6, 6–3, 6–3, 4–6, 6–3                |
| 2002 | Paradorn Srichaphan                    | Marcelo Ríos                           | 6–7(2–7), 6–0, 6–3, 6–2                |
| 2003 | Mardy Fish                             | Robin Söderling                        | 7–5, 3–6, 7–6(7–4)                     |
| 2004 | Thomas Johansson (2)                   | Andre Agassi                           | 3–6, 6–3, 7–6(7–4)                     |
| 2005 | James Blake                            | Paradorn Srichaphan                    | 6–1, 7–6(8–6)                          |
| 2006 | James Blake (2)                        | Jarkko Nieminen                        | 6–4, 6–2                               |
| 2007 | Ivo Karlović                           | Thomas Johansson                       | 6–3, 3–6, 6–1                          |
| 2008 | David Nalbandian                       | Robin Söderling                        | 6–2, 5–7, 6–3                          |
| 2009 | Marcos Baghdatis                       | Olivier Rochus                         | 6–1, 7–5                               |
| 2010 | Roger Federer                          | Florian Mayer                          | 6–4, 6–3                               |
| 2011 | Gaël Monfils                           | Jarkko Nieminen                        | 7–5, 3–6, 6–2                          |
| 2012 | Tomáš Berdych                          | Jo-Wilfried Tsonga                     | 4–6, 6–4, 6–4                          |
| 2013 | Grigor Dimitrov                        | David Ferrer                           | 2–6, 6–3, 6–4                          |
| 2014 | Tomáš Berdych (2)                      | Grigor Dimitrov                        | 5–7, 6–4, 6–4                          |
| 2015 | Tomáš Berdych (3)                      | Jack Sock                              | 7–6(7–1), 6–2                          |
| 2016 | Juan Martín del Potro                  | Jack Sock                              | 7–5, 6–1                               |
| 2017 | Juan Martín del Potro (2)              | Grigor Dimitrov                        | 6–4, 6–2                               |
| 2018 | Stefanos Tsitsipas                     | Ernests Gulbis                         | 6–4, 6–4                               |
| 2019 | Denis Shapovalov                       | Filip Krajinović                       | 6–4, 6–4                               |
| 2020 | Anulat din cauza pandemiei de COVID-19 | Anulat din cauza pandemiei de COVID-19 | Anulat din cauza pandemiei de COVID-19 |
| 2021 | Tommy Paul                             | Denis Șapovalov                        | 6–4, 2–6, 6–4                          |
| 2022 | Holger Rune                            | Stefanos Tsitsipas                     | 6–4, 6–4                               |
| 2023 | Gaël Monfils                           | Pavel Kotov                            | 6-4, 7-6(8–6), 6-3                     |
| 2024 | Tommy Paul (2)                         | Grigor Dimitrov                        | 6–4, 6–3                               |

#### Dublu
| An   | Campioni                                       | Finaliști                              | Scor                                   |
| ---- | ---------------------------------------------- | -------------------------------------- | -------------------------------------- |
| 1969 | Roy Emerson Rod Laver                          | Andrés Gimeno Graham Stilwell          | 6–4, 6–2                               |
| 1970 | Arthur Ashe Stan Smith                         | Bob Carmichael Owen Davidson           | 6–0, 5–7, 7–5                          |
| 1971 | Stan Smith (2) Tom Gorman                      | Arthur Ashe Bob Lutz                   | 6–3, 6–4                               |
| 1972 | Tom Okker Marty Riessen                        | Roy Emerson Colin Dibley               | 7–5, 7–6                               |
| 1973 | Jimmy Connors Ilie Năstase                     | Bob Carmichael Frew McMillan           | 6–3, 6–7, 6–2                          |
| 1974 | Tom Okker (2) Marty Riessen (2)                | Bob Hewitt Frew McMillan               | 2–6, 6–3, 6–4                          |
| 1975 | Bob Hewitt Frew McMillan                       | Charlie Pasarell Roscoe Tanner         | 3–6, 6–3, 6–4                          |
| 1976 | Bob Hewitt (2) Frew McMillan (2)               | Tom Okker Marty Riessen                | 6–4, 4–6, 6–4                          |
| 1977 | Tom Okker (3) Wojciech Fibak                   | Brian Gottfried Raúl Ramírez           | 6–3, 6–3                               |
| 1978 | Tom Okker (4) Wojciech Fibak (2)               | Stan Smith Bob Lutz                    | 6–3, 6–2                               |
| 1979 | John McEnroe Peter Fleming                     | Tom Okker Wojciech Fibak               | 6–4, 6–4                               |
| 1980 | Heinz Günthardt Paul McNamee                   | Stan Smith Bob Lutz                    | 6–7, 6–3, 6–2                          |
| 1981 | Kevin Curren Steve Denton                      | Sherwood Stewart Ferdi Taygan          | 6–7, 6–4, 6–0                          |
| 1982 | Jan Gunnarsson Mark Dickson                    | Sherwood Stewart Ferdi Taygan          | 7–6, 6–7, 6–4                          |
| 1983 | Anders Järryd Hans Simonsson                   | Johan Kriek Peter Fleming              | 6–3, 6–4                               |
| 1984 | Henri Leconte Tomáš Šmíd                       | Vijay Amritraj Ilie Năstase            | 3–6, 7–6, 6–4                          |
| 1985 | Guy Forget Andrés Gómez                        | Mike De Palmer Gary Donnelly           | 6–3, 6–4                               |
| 1986 | Sherwood Stewart Kim Warwick                   | Pat Cash Slobodan Živojinović          | 6–4, 6–4                               |
| 1987 | Stefan Edberg Anders Järryd (2)                | Jim Grabb Jim Pugh                     | 6–3, 6–4                               |
| 1988 | Kevin Curren (2) Jim Grabb                     | Paul Annacone John Fitzgerald          | 7–5, 6–4                               |
| 1989 | Jorge Lozano Todd Witsken                      | Rick Leach Jim Pugh                    | 6–3, 5–7, 6–3                          |
| 1990 | Guy Forget Jakob Hlasek                        | John Fitzgerald Anders Järryd          | 6–4, 6–2                               |
| 1991 | John Fitzgerald Anders Järryd (3)              | Tom Nijssen Cyril Suk                  | 7–5, 6–2                               |
| 1992 | Todd Woodbridge Mark Woodforde                 | Steve DeVries David Macpherson         | 6–3, 6–4                               |
| 1993 | Todd Woodbridge (2) Mark Woodforde (2)         | Gary Muller Danie Visser               | 6–1, 3–6, 6–2                          |
| 1994 | Todd Woodbridge (3) Mark Woodforde (3)         | Jan Apell Jonas Björkman               | 6–3, 6–4                               |
| 1995 | Jacco Eltingh Paul Haarhuis                    | Grant Connell Patrick Galbraith        | 3–6, 6–2, 7–6                          |
| 1996 | Patrick Galbraith Jonathan Stark               | Todd Martin Chris Woodruff             | 7–6, 6–4                               |
| 1997 | Marc-Kevin Goellner Richey Reneberg            | Ellis Ferreira Patrick Galbraith       | 6–3, 3–6, 7–6                          |
| 1998 | Nicklas Kulti Mikael Tillström                 | Chris Haggard Peter Nyborg             | 7–5, 3–6, 7–5                          |
| 1999 | Piet Norval Kevin Ullyett                      | Jan-Michael Gambill Scott Humphries    | 7–5, 6–3                               |
| 2000 | Mark Knowles Daniel Nestor                     | Petr Pála Pavel Vízner                 | 6–3, 6–2                               |
| 2001 | Donald Johnson Jared Palmer                    | Jonas Björkman Todd Woodbridge         | 6–3, 4–6, 6–3                          |
| 2002 | Wayne Black Kevin Ullyett (2)                  | Wayne Arthurs Paul Hanley              | 6–4, 2–6, 7–6(7–4)                     |
| 2003 | Jonas Björkman Todd Woodbridge (4)             | Wayne Arthurs Paul Hanley              | 6–3, 6–4                               |
| 2004 | Fernando Verdasco Feliciano López              | Wayne Arthurs Paul Hanley              | 6–4, 6–4                               |
| 2005 | Wayne Arthurs Paul Hanley                      | Leander Paes Nenad Zimonjić            | 5–3, 5–3                               |
| 2006 | Paul Hanley (2) Kevin Ullyett (3)              | Olivier Rochus Kristof Vliegen         | 7–6(7–2), 6–4                          |
| 2007 | Jonas Björkman (2) Max Mirnyi                  | Arnaud Clément Michaël Llodra          | 6–4, 6–4                               |
| 2008 | Jonas Björkman (3) Kevin Ullyett (4)           | Johan Brunström Michael Ryderstedt     | 6–1, 6–3                               |
| 2009 | Bruno Soares Kevin Ullyett (5)                 | Simon Aspelin Paul Hanley              | 6–4, 7–6(7–4)                          |
| 2010 | Eric Butorac Jean-Julien Rojer                 | Johan Brunström Jarkko Nieminen        | 6–3, 6–4                               |
| 2011 | Rohan Bopanna Aisam-ul-Haq Qureshi             | Marcelo Melo Bruno Soares              | 6–1, 6–3                               |
| 2012 | Marcelo Melo Bruno Soares (2)                  | Robert Lindstedt Nenad Zimonjić        | 6–7(4–7), 7–5, [10–6]                  |
| 2013 | Aisam-ul-Haq Qureshi (2) Jean-Julien Rojer (2) | Jonas Björkman Robert Lindstedt        | 6–2, 6–2                               |
| 2014 | Eric Butorac (2) Raven Klaasen                 | Treat Huey Jack Sock                   | 6–4, 6–3                               |
| 2015 | Nicholas Monroe Jack Sock                      | Mate Pavić Michael Venus               | 7–5, 6–2                               |
| 2016 | Elias Ymer Mikael Ymer                         | Mate Pavić Michael Venus               | 6–1, 6–1                               |
| 2017 | Oliver Marach Mate Pavić                       | Aisam-ul-Haq Qureshi Jean-Julien Rojer | 3−6, 7−6(8−6), [10−4]                  |
| 2018 | Luke Bambridge Jonny O'Mara                    | Marcus Daniell Wesley Koolhof          | 7–5, 7–6(10–8)                         |
| 2019 | Henri Kontinen Édouard Roger-Vasselin          | Mate Pavić Bruno Soares                | 6–4, 6–2                               |
| 2020 | Anulat din cauza pandemiei de COVID-19         | Anulat din cauza pandemiei de COVID-19 | Anulat din cauza pandemiei de COVID-19 |
| 2021 | Santiago González Andrés Molteni               | Aisam-ul-Haq Qureshi Jean-Julien Rojer | 6–2, 6–2                               |
| 2022 | Marcelo Arévalo Jean-Julien Rojer (3)          | Lloyd Glasspool Harri Heliövaara       | 6–3, 6–3                               |
| 2023 | Andrey Golubev Denys Molchanov                 | Yuki Bhambri Julian Cash               | 7–6(10–8), 6–2                         |
| 2024 | Harri Heliövaara Henry Patten                  | Petr Nouza Patrik Rikl                 | 7–5, 6–3                               |

### Feminin

#### Simplu
| An      | Campioană        | Finalistă      | Scor          |
| ------- | ---------------- | -------------- | ------------- |
| 1975    | Virginia Wade    | Françoise Dürr | 6–3, 4–6, 7–5 |
| 1976-78 | Nu s-a ținut     | Nu s-a ținut   | Nu s-a ținut  |
| 1979    | Billie Jean King | Betty Stöve    | 6–3, 6–7, 7–5 |
| 1980    | Hana Mandlíková  | Bettina Bunge  | 6–2, 6–2      |

#### Dublu
| An      | Campioane                      | Finaliste                             | Scor         |
| ------- | ------------------------------ | ------------------------------------- | ------------ |
| 1975    | Françoise Dürr Betty Stöve     | Evonne Goolagong Cawley Virginia Wade | 6–3, 6–4     |
| 1976-78 | Nu s-a ținut                   | Nu s-a ținut                          | Nu s-a ținut |
| 1979    | Betty Stöve (2) Wendy Turnbull | Billie Jean King Ilana Kloss          | 7–5, 7–6     |
| 1980    | Mima Jaušovec Virginia Ruzici  | Hana Mandlíková Betty Stöve           | 6–2, 6–1     |

## External links
Materiale media legate de Turneul de Master Series de la Stockholm la Wikimedia Commons
- Official Stockholm Open website en
- ATP – Tournament profile